# Big Stone Lake (Dakota Południowa)
Big Stone Lake – jezioro leżące na granicy stanów Dakota Południowa i Minnesota. Ma powierzchnię 11983,78 akrów (około 48,49 km²). Stanowi początek rzeki Minnesota. Od roku 1961 objęte jest częściowo parkiem stanowym o nazwie Big Stone Lake State Park o powierzchni 4,57 km².
Jezioro powstało w wyniku osuszania się powierzchni jeziora Agassiz i dzielenia się go na mniejsze części. Ma wąski kształt i długość około 41,84 km. W okolicach jeziora występują granit i gnejs. W najgłębszym miejscu liczy 4,87 m. Z ryb zasiedlających jezioro wymienić można następujące: Pomoxis nigromaculatus, sumik kanałowy ( Ictalurus punctatus), Aplodinotus grunniens, bass wielkogębowy (Micropterus salmoides), szczupak pospolity (Esox lucius), bass czerwonooki (Ambloplites rupestris), bass niebieski (Lepomis macrochirus), sandacz amerykański (Sander vitreus) i Morone chrysops.